# Institucionální ekonomie
Institucionální ekonomie je ekonomický směr, který zkoumá roli institucí
v moderní ekonomice. V kontrastu s jinými směry ekonomie se nezajímá výhradně o ekonomické jevy
odehrávající se v rámci daného institucionálního uspořádání, nýbrž právě o tento rámec, tvořený formálními institucemi
(např. zákony) i neformálními institucemi (např. zvyky či kultura společnosti). Instituce představuje základní
prvek analýzy, jejímž zkoumáním institucionalisté usilují o sblížení ekonomické teorie a ekonomické reality.
Charakteristický je důraz na interdisciplinární přístup.
K významným příspěvkům tohoto směru patří institucionální teorie firmy, Coaseho teorém či pojem
transakční náklady. V praktickém životě se institucionalismus dostal ke slovu během velké
hospodářské krize a následném reformně-ekonomickém programu New Deal, na jehož vytváření se podílelo
mnoho původních institucionalistů.
Institucionalismus si mezi ekonomickými směry ve 20. století nevydobyl tolik pozornosti jako keynesiánství
či monetarismus, přesto nenahraditelně doplňuje současné ekonomické poznání a stal se důležitou součástí
rozvoje moderní ekonomie.
Mezi slavné institucionální ekonomy patří 4 nositelé
Nobelovy ceny za ekonomii:
Ronald H. Coase, Douglas C. North, Elinor Ostromová a Oliver E. Williamson.

## Instituce
V ekonomickém pojetí jsou instituce jakékoliv omezení, které utváří ekonomické chování lidí.
Jinak řečeno jsou instituce množinami pravidel ovládajících jednání.
Dělíme je na formální a neformální, přičemž za formální instituce můžeme označit např. zákonné normy,
občanská práva, ústavu či soukromé vlastnictví. Neformální instituce pak mohou nabývat podoby zvyků, jazyka
či obecně kultury společnosti.
Formální instituce jsou obecně považovány za rychle a snadno změnitelné (např. přijetím příslušného zákona), naproti tomu
neformální instituce mohou být velice rigidní, neboť podléhají dlouhodobým společenským procesům.
Institucionalisté soudili, že neformální instituce jsou sice relativně stabilní, ale historicky proměnlivé.

## Původní institucionalismus
Starý či původní institucionalismus je někdy také označován americký, neboť vznikl a rozvíjel se výhradně na území
USA.
V Evropě bychom sice některé ekonomy mohli považovat za institucionalisty, ale jednalo se spíše o kontakty amerických
institucionalistů na London School of Economics než o zástupce tohoto směru v pravém slova smyslu.

Americký institucionalismus byl reakcí na prudké, strukturální změny v americkém hospodářství koncem 19. století.
Tváří v tvář obrovskému hospodářskému růstu, bohatnutí společnosti, novým postupům ve výrobě
(např. fordismus), ale také rozevření stratifikačních nůžek,
spousta ekonomů nabyla přesvědčení, že dosavadní ekonomická teorie zastarala a je zapotřebí nové teorie,
která zohlední v ekonomice dříve neexistující jevy.
Institucionalismus kritizuje do té doby převládající neoklasickou ekonomii za přílišné
zanedbávání role institucí v ekonomice. Jestliže tradiční ekonomie studuje kategorie jako renta, důchod,
kapitál, zisk, institucionalisté se zabývají exogenními vlivy, jakými jsou např. zákony či etika dané společnosti.
Pro institucionalismus je charakteristická empirická metoda a interdisciplinární přístup.

### Významní představitelé
- Thorstein Veblen
- John R. Commons
- Walton Hamilton
- Wesley C. Mitchell
- Clarence Edwin Ayres
- Adolf Berle
- John Kenneth Galbraith

## Nová institucionální ekonomie
Nová instituciální ekonomie se rozvíjí od 60. let 20. století. Již se nesnaží o nahrazení neoklasické ekonomie,
ale spíše o její doplnění. Přibývají nová pole zkoumání, např. teorie zastupování, asymetrie informací,
nejistota, neracionalita nebo teorie institucionální změny.
Ústředním tématem jsou však vlastnická práva a transakční náklady.
Někdy se proto nové institucionální ekonomii říká ekonomie transakčních nákladů či teorie vlastnických práv.
Pro tento směr bylo stěžejní dílo Ronalda Coase (články Povaha firmy, 1937 a Problém společenských nákladů, 1960)
a Douglase Northa, který vymezil dnes nejběžnější definici institucí, včetně jejich dělení na formální a neformální.
Z environmentálního hlediska je klíčový přínos práce Elinor Ostromové, spočívající v dlouhodobém empirickém zkoumání problému společného vlastnictví, známého také pod pojmem tragédie obecní pastviny. Ostrom konstatuje, že za řešení nelze automaticky považovat privatizaci či převedení společného majetku pod stát. Podle ní závisí spíše na efektivitě režimu správy a využívání společného zdroje, jehož úspěšnost závisí na řadě podmínek. Formy společného vlastnictví jsou pak často mnohem úspěšnější v jejich naplnění.

### Významní představitelé
- Ronald H. Coase
- Elinor Ostromová
- Douglass C. North
- Oliver E. Williamson
- Kenneth Arrow
- Armen A. Alchain
- Harold Demesetz